# Памятник на 5-й версте Уфимского тракта
Памятник на 5-й версте Уфимского тракта — обелиск, установленный в Стерлитамаке на месте расстрела белогвардейцами организаторов и активистов Советской власти в ночь с 27 на 28 сентября 1918 года.

## Событие
В июле 1918 года Стерлитамак захватили белочехи и белогвардейцы. В городе была установлена власть эсеро-меньшевистского «Комитета защиты учредительного собрания» (Комуч). Начались репрессии в отношении не успевших эвакуироваться членов Стерлитамакского ревкома, советских служащих, красногвардейцев, рабочих-активистов. Привозили в Стерлитамак также арестованных из уезда. Руководили репрессиями комендант города поручик Горбунов, сын лесозаводчика Пылаев, сын предпринимателя Шнейдерман. Городская тюрьма была переполнена, под тюрьму даже приспособили Народный дом.  В конце сентября шестьдесят арестованных чехословацкий конвой повел в уфимскую тюрьму. В пути колонну догнали контрразведчики во главе Вейгантом и потребовали немедленно расстрелять всех большевиков и активистов. Однако офицер чехословацкого конвоя отказался выполнять требование контрразведчиков, но колонна была возвращена обратно в Стерлитамак. В ночь с 27 на 28 сентября 1918 г. белогвардейцы во главе с Пылаевым вывезли из тюрьмы 26 человек и расстреляли у Бугоровского оврага, на пятой версте Уфимского тракта.

## Памятник
Уже в первые годы советской власти в городе установили деревянный обелиск, который во время войны был растащен на дрова. 26 октября 1957 года был сооружён памятник на месте массовых расстрелов 1918 года.  Авторы обелиска архитектор А. Ермилов, скульптор М. Шабалтин. На двухметровом пьедестале смонтирована усечённая пирамида, завершающаяся бронзовой пятиконечной звездой, окаймлённой лавровым венком. Общая высота обелиска — 7 метров. На лицевой стороне пьедестала укреплена доска с надписью: «Здесь в 1918 году были зверски расстреляны активные борцы за установление Советской власти в Стерлитамаке». Сегодня памятник располагается в городской черте на проспекте Ленина.